# Chirang
Chirang to jeden z najmłodszych dystryktów w stanie Asam w Indiach. Dystrykt powstał z wyodrębnienia terenów w rejonie północnego brzegu Brahmaputry, które były wcześniej w częścią składową dystryktu Bongaigaon, a zamieszkałych w większości przez lud Bodo.
Dystrykt Chirang jest zamieszkany w 80% przez ludność Bodo a pozostałe 20% stanowią w większości muzułmanie. Nazwa Chirang ma takie samo znaczenie jak nazwa dystryktu Tsirang w sąsiednim Bhutanie.